# Sajda (Al-Kunajtira)
Sajda (arab. صيدا) – miejscowość w Syrii, w muhafazie Al-Kunajtira. W 2004 roku liczyła 1915 mieszkańców.